# Liquid Swords
Liquid Swords es el segundo álbum de estudio solista de GZA, pero el primero siendo miembro de Wu-Tang Clan. Fue publicado el 7 de noviembre de 1995 a través de Geffen Records. Aunque el álbum también fue acreditado a su seudónimo previo Genius, tuvo numerosos invitados de todo el Wu-Tang Clan.
De manera retrospectiva, es ampliamente reconocido por ser uno de los mejores álbumes del hip-hop, como también mencionado a la par con los aclamados álbumes en solitario de los otros miembros de Wu-Tang Clan como Tical (Method Man), Return to the 36 Chambers: The Dirty Version (Ol' Dirty Bastard), Only Built 4 Cuban Linx... (Raekwon) y Ironman (Ghostface Killah).

## Lista de canciones
Todas las letras escritas por Gary Eldridge Grice.
| N.º   | Título                                                                       | Duración |  |
| 1.    | «Liquid Swords»                                                              | 4:31     |  |
| 2.    | «Duel of the Iron Mic» (con Ol' Dirty Bastard, Inspectah Deck y Masta Killa) | 4:06     |  |
| 3.    | «Living in the World Today»                                                  | 4:23     |  |
| 4.    | «Gold»                                                                       | 3:57     |  |
| 5.    | «Cold World» (con Inspectah Deck y Life)                                     | 5:31     |  |
| 6.    | «Labels»                                                                     | 2:54     |  |
| 7.    | «4th Chamber» (con Ghostface Killah, Killah Priest y RZA)                    | 4:37     |  |
| 8.    | «Shadowboxin'» (con Method Man)                                              | 3:30     |  |
| 9.    | «Hell's Wind Staff / Killah Hills 10304»                                     | 5:09     |  |
| 10.   | «Investigative Reports» (con U-God, Raekwon y Ghostface Killah)              | 3:50     |  |
| 11.   | «Swordsman»                                                                  | 3:21     |  |
| 12.   | «I Gotcha Back»                                                              | 5:01     |  |
| 50:49 |                                                                              |          |  |

| Bonus track |                                                                                         |          |  |
| N.º         | Título                                                                                  | Duración |  |
| 13.         | «B.I.B.L.E. (Basic Instructions Before Leaving Earth)» (Interpretado por Killah Priest) | 4:33     |  |
| 55:24       |                                                                                         |          |  |

## Posicionamiento en listas
| Listas (1995)                           | Mejor posición |
| --------------------------------------- | -------------- |
| Estados Unidos (Billboard 200)          | 9              |
| Estados Unidos (Top R&B/Hip-Hop Albums) | 2              |
| Reino Unido (UK Albums)                 | 73             |

| Listas (1996)                           | Posición |
| --------------------------------------- | -------- |
| Estados Unidos (Billboard 200)          | 183      |
| Estados Unidos (Top R&B/Hip-Hop Albums) | 47       |

## Certificaciones
| País (Certificador) | Certificación | Ventas certificadas |
| --- | ------------- | ------------------- |
| Estados Unidos (RIAA) | 1× Platino    | 1 000 000^          |
| Reino Unido (BPI) | 1× Oro        | 60 000^             |
| ^cifras de envíos basadas únicamente en la certificación xcifras no especificadas basadas únicamente en la certificación |               |                     |